# Ilija Martinović
Ilija Martinović (czarnog. cyr. Илија Мартиновић, ur. 31 stycznia 1994 w Cetynii) – czarnogórski piłkarz grający na pozycji środkowego obrońcy w uzbeckim klubie Paxtakor Taszkent oraz reprezentacji Czarnogóry. W swojej karierze grał także w FK Lovćen, FK Cetinje, NK Aluminij, NK Maribor, Czornomorcu Odessa i FK Dečić.